# 新民街道 (汪清县)
新民街道是中华人民共和国吉林省延边朝鲜族自治州汪清县下辖的一个街道。面积3.93平方公里，总人口3.57万人。新民街道办事处驻汪清街西526号新华社区三楼。

## 行政区划
新民街道共辖6个社区，分别是：
新民社区、新华社区、东振社区、新惠社区、新林社区和新和社区。